# هومر بلانكنشيب
هومر بلانكنشيب (بالإنجليزية: Homer Blankenship)‏ هو لاعب كرة قاعدة أمريكي، ولد في 4 أغسطس 1902 في بونهام في الولايات المتحدة، وتوفي في 22 يونيو 1974 في لونغفيو في الولايات المتحدة.

## وصلات خارجية
- هومر بلانكنشيب على موقعبيزبول رفرنس.كوم (الدوري الرئيسي) (الإنجليزية)